# 推弦
推弦一种常用的撥弦樂器演奏技巧。
用按弦的手指将琴弦推弯，从而改变音高。虽然名为“推”弦，但是对于在琴颈上边的低音琴弦，还是会用下拉的动作。
吉他演奏中通常有全音推弦，半音推弦，四分之一推弦。还有如推弦颤音，推弦释放等等衍生技巧。